# Каркатеєвське сільське поселення
Каркате́євське сільське поселення (рос. Каркатеевское сельское поселение) — сільське поселення у складі Нефтеюганського району Ханти-Мансійського автономного округу Тюменської області Росії.
Адміністративний центр та єдиний населений пункт — селище Каркатеєви.
Населення сільського поселення становить 1738 осіб (2017; 1850 у 2010, 1737 у 2002).
Станом на 2002 рік селище Каркатеєвський перебувало у складі Чеускінської сільської ради.